# America Ferrera
Pour les articles homonymes, voir Ferrera (homonymie).
America Ferrera, née le 18 avril 1984 à Los Angeles, (Californie, États-Unis), est une actrice, réalisatrice et productrice américano-hondurienne.
Elle se fait connaître, au cinéma, par la comédie dramatique Ana et par les deux volets de la comédie familiale Quatre filles et un jean.
Elle est révélée, à la télévision, au grand public, par son rôle de Betty Suarez dans la série Ugly Betty, qu'elle tient de 2006 à 2010. Acclamée par la critique, l'actrice remporte, notamment, le Golden Globe de la meilleure actrice dans une série télévisée musicale ou comique ainsi que le Primetime Emmy Award de la meilleure actrice dans une série télévisée comique.
Elle fait un retour remarqué en tant qu'héroïne principale dans la série télévisée Superstore (2015-2020) ce qui lui vaut une nouvelle vague de nominations avant de recevoir une nomination surprise à l'Oscar de la meilleure actrice dans un second rôle pour Barbie.

## Biographie

### Jeunesse et formation
America Georgina Ferrera, née le 18 avril 1984 à Los Angeles, (Californie, États-Unis), elle est née de parents honduriens, America est la plus jeune d'une fratrie de six enfants. 
Elle est élevée par sa mère à Woodland Hills, dans la ville de Los Angeles. 
America commence à jouer à huit ans dans les spectacles scolaires et le théâtre de sa communauté.
Elle suit sa scolarité à l'école secondaire El Camino Real High School de Woodland Hills, puis entre à l'université de Californie du Sud, où elle suit un double cursus en théâtre et en relations internationales, qu'elle poursuit malgré son emploi du temps chargé et sa notoriété grandissante.

### Vie privée
En janvier 2008, America Ferrera soutient Hillary Clinton pour l'investiture démocrate à l'élection présidentielle des États-Unis de 2008, durant la campagne au Nevada.

En 2010, America Ferrera s'est fiancée avec son compagnon Ryan Piers Williams. Ils se sont mariés un an plus tard, le 27 juin 2011. Le couple s'était rencontré lors du tournage d'un film, réalisé par Ryan dans lequel America faisait partie du casting. Ils ont renouvelé cette expérience lors du film The Dry Land également réalisé par Ryan. En janvier 2018, ils annoncent attendre leur premier enfant.

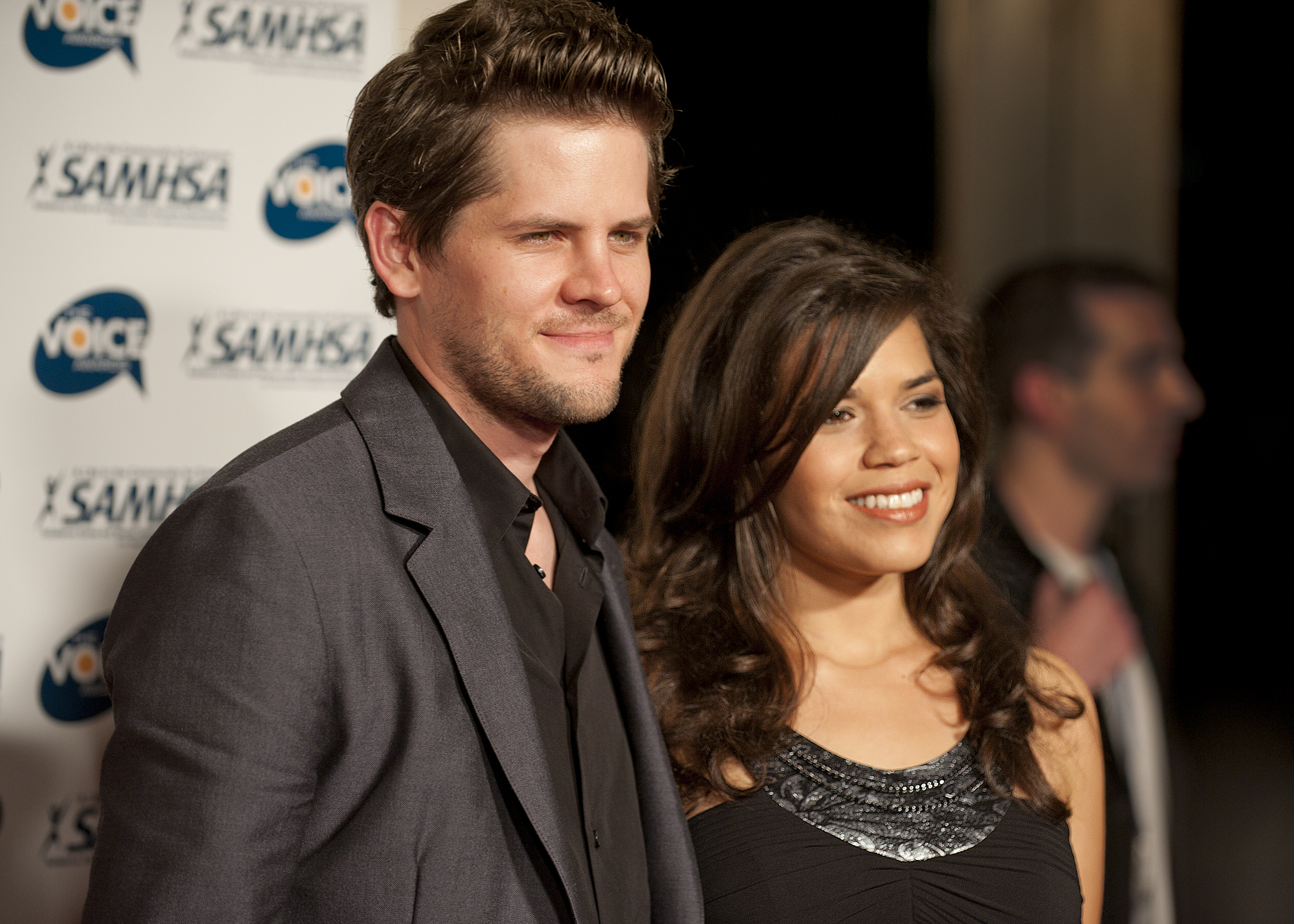
Aux côtés de son compagnon Ryan Piers Williams, aux Voice Awards 2010.

Elle soutient également le mouvement Voto Latino, qui incite les Latinos des États-Unis à voter lors des élections présidentielles. En 2017, elle est responsable de la conférence d'ouverture de la manifestation Women's March On, à Washington, le 21 janvier. Le 25 mai 2018, elle donne naissance à leur premier enfant, un garçon prénommé Sebastián Piers Williams. En janvier 2020, ils annoncent attendre leur deuxième enfant. Le 4 mai 2020, elle donne naissance à leur deuxième enfant, une fille prénommée Lucia Marisol Williams.

En fin d'année 2017, deux semaines après les révélations chocs sur le producteur Harvey Weinstein et motivée par une initiative lancée le dimanche 15 octobre, sur les réseaux sociaux, par l'actrice Alyssa Milano qui invitait toutes les victimes de harcèlement ou d'agressions sexuelles à témoigner avec le #metoo, America Ferrera s'est exprimée, à son tour sur une agression sexuelle qu'elle a subie lorsqu'elle avait 9 ans : 

« La première fois que j'ai été sexuellement agressée, j'avais 9 ans. Je ne l'ai dit à personne, et j'ai vécu avec la honte et la culpabilité, en pensant tout le temps que moi, 9 ans, étais en quelque sorte responsable des actes d'un homme. Cet homme, je l'ai revu pendant de nombreuses années. Il me souriait, me saluait. Lorsque je passais devant lui, mon sang bouillonnait, mes entrailles portant le fardeau de ce que lui seul et moi-même savions. Il attendait de moi que je ferme ma bouche et que je lui sourie en retour. Les femmes, brisez le silence pour que la prochaine génération de filles ne soit pas obligée de vivre avec cette connerie. »

## Carrière

### Débuts et révélation télévisuelle

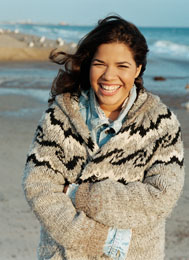
En 2006, photographiée par Jerry Avenaim Photography.

En juillet 2002, à l'âge de 18 ans, elle fait sa première apparition télévisuelle dans le téléfilm de Disney Channel Cadence, centrée sur un quatuor de jeunes hispaniques. Elle y côtoie notamment Camille Guaty. Mais c'est sur grand écran qu'elle impressionne. Elle joue en effet le rôle-titre du drame indépendant Real Women Have Curves.
 
Elle enchaîne ainsi les petits rôles dans des séries télévisées - Les Anges du bonheur, Les Experts, avant de participer à plusieurs longs-métrages remarqués en 2005 : elle fait partie du quatuor de jeunes femmes menant la comédie familiale Quatre filles et un jean, aux côtés de Blake Lively, Amber Tamblyn et Alexis Bledel, une prestation saluée par une vague de nominations à diverses cérémonies de récompenses ; puis tient un second rôle dans le drame social Les Seigneurs de Dogtown, et enfin porte le film indépendant 3:52.
Elle reçoit cette même année le Movieline Breakthrough Award, la plaçant parmi les valeurs montantes à Hollywood.

Logo de la série télévisée Ugly Betty.

L'année suivante, elle décroche ainsi le rôle principal de la série Ugly Betty. Cette comédie dramatique est une adaptation du feuilleton quotidien Betty La Fea. Le programme est un succès critique et commercial, permettant à l'interprète de Betty Suarez de s'imposer comme une nouvelle icône populaire. Pour jouer ce rôle, l'actrice doit porter un appareil dentaire, une perruque toute ébouriffée ainsi qu'un maquillage et des vêtements qui la rendent moins attirante. Pour décrire cette transformation, elle parle de «Bettification».
Dès le 28 janvier 2007, elle reçoit le prestigieux Screen Actors Guild Award de la meilleure actrice dans une série télévisée comique. Et dès la fin de la première saison, elle voit sa performance récompensée par le Golden Globe de la meilleure actrice dans une série télé-comédie-ou comédie musicale, battant ainsi Marcia Cross, Felicity Huffman, Julia Louis-Dreyfus ou encore Mary-Louise Parker qui étaient elles aussi nommées dans cette catégorie. En juillet 2007, elle reçoit une nouvelle récompense, l'Imagen Foundation’s Creative Achievement Award. Cette reconnaissance critique est par la Chambre des représentants des États-Unis comme un modèle pour les jeunes hispaniques.
À l'approche de la seconde saison, le Time magazine la choisit comme étant l'une des artistes les plus influentes dans le monde. Et le 16 septembre, elle reçoit l'Emmy Award de la meilleure actrice dans une comédie ou un musical.

### Percée au cinéma

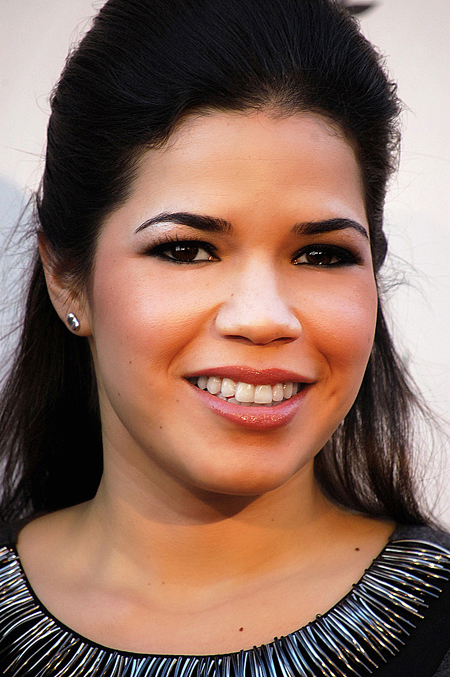
Lors du Festival international du film de Dallas, en 2010.

Le programme dure quatre saisons sur la chaîne ABC, avant d'être arrêté, à cause d'audiences en baisse. Parallèlement, l'actrice parvient à tourner quelques films en espagnol : le court-métrage Muertas comme actrice et productrice, le thriller Hacia la oscuridad, et le film indépendant mexicain La Misma Luna. Elle reprend aussi son rôle de Carmen Lowell dans la suite de Quatre filles et un jean, qui sort durant l'été 2008.
À la fin d'Ugly Betty, en 2010, elle est à l'affiche de la comédie romantique La guerre des pères, et du drame indépendant The Dry Land.
Elle s'impose également dans le secteur du doublage. Après un premier essai en 2008 dans le film d'animation La Fée Clochette, elle double le premier personnage féminin du blockbuster Dragons, qui sort en 2010 et connaît un large succès critique et commercial. Elle reprend ce rôle pour la série d'animation dérivée, Dragons : Cavaliers de Beurk, et la suite sortie en 2014, Dragons 2. En 2011, elle est d'ailleurs récompensée par l'Alliance of Women Film Journalists dans la catégorie Meilleure animation féminine.
Elle ne s'éloigne pas pour autant de la télévision : en 2011, elle joue un personnage récurrent dans la seconde saison de la série judiciaire The Good Wife, et en 2012, tient le rôle-titre de la web-série Christine.
Elle sélectionne les projets cinématographiques : d'abord la comédie dramatique indépendante It's A Disaster, sortie dans un nombre de salles limitées mais salué par la critique; puis tient un second rôle dans le remarqué thriller urbain End of Watch. Avec Jake Gyllenhaal, Anna Kendrick et Michael Peña, le film est doté d'un budget minimal de 7 millions de dollars et crée la surprise au box-office en générant près de 50 millions de recettes.
Mais c'est bien dans des productions indépendantes qu'elle évolue : en 2014, elle retrouve Michael Pena pour le biopic Cesar Chavez, où elle joue sa compagne et côtoie Rosario Dawson ainsi que John Malkovich. L'équipe d'acteurs est récompensée par l'ALMA Awards de la meilleure distribution.

### Retour télévisuel et confirmation

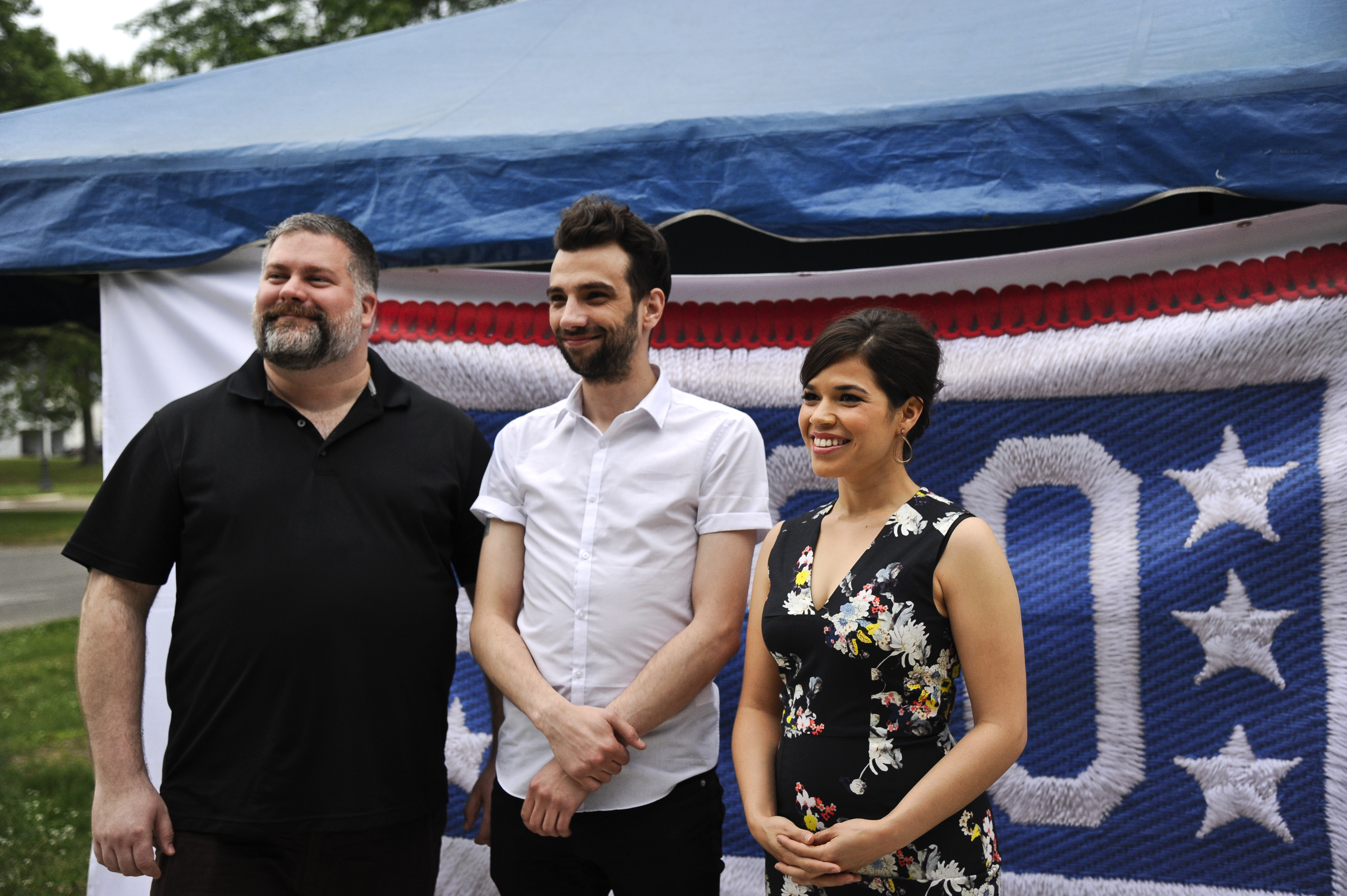
Une partie de l'équipe du film : Dragons 2, en 2014 : Dean DeBlois, le réalisateur et scénariste, Jay Baruchel, la voix d'Hiccup et America Ferrara, la voix d'Astrid.

Fin 2015, elle fait son grand retour à la télévision. Très sollicitée pour cette rentrée télévisuelle, elle choisit de porter la comédie Superstore, sur la chaîne NBC. Ce show raconte le quotidien, avec ses aléas, d'une bande d'employés d'un supermarché de la chaîne imaginaire "Cloud 9". À noter que cette série est en single camera, qui comme son nom anglais le précise, signifie qu'une seule caméra couvre la scène tournée. Ce mode de tournage est plus souvent réservé aux films de cinéma. Cette nouvelle incursion dans le milieu de la télévision est à nouveau saluée par les professionnels. America Ferrera reçoit le Gracie Allen Awards de la meilleure actrice dans une série comique et décroche une nomination au même titre, pour la cérémonie des Imagen Awards.
Elle tourne ensuite Special Correspondents, avec Vera Farmiga, cette comédie écrite et réalisée par Ricky Gervais, en 2016 est une copie conforme du film français Envoyés très spéciaux réalisé par Frédéric Auburtin, en 2009, avec Gérard Jugnot et Gérard Lanvin, elle est cependant mal reçue par la critique.
En avril 2017, America Ferrera reçoit le Television Chairman's Award lors de la cérémonie des NAB Show Television Awards. Ce prix récompense notamment son engagement en faveur de la visibilité de la communauté latine sur le petit écran et donc, sa participation en tant qu'héroïne principale, à la série télévisée Superstore,. La même année, elle prétend au titre de meilleure actrice de série télé lors du Festival de télévision de Monte-Carlo.
Stable dans ces audiences, le show lui permet de recevoir des citations successives aux Imagen Awards ainsi que de renouer avec la populaire cérémonie des Teen Choice Awards. L'actrice fait néanmoins ses adieux à la série de NBC à la fin de la cinquième saison malgré son renouvellement. En plus d'apparaître à l'écran, elle occupait aussi le rôle de productrice exécutive et a réalisé quatre épisodes.
Le 19 juillet 2023, elle à l’affiche du film Barbie, ayant pour vedettes Margot Robbie, Ryan Gosling, Will Ferrell et Helen Mirren. Le film réalise le meilleur démarrage de l’année 2023 aux États-Unis, et le meilleur démarrage de tous les temps pour un film réalisé par une femme, obtenant 155 millions de dollars sur le territoire américain pour son premier week-end de diffusion au cinéma,,. Il atteint la quatorzième place de la liste des plus gros succès du box-office mondial, avec plus de 1,4 milliard de recettes.

## Filmographie

### Cinéma

#### Courts métrages
- 2004 : Darkness Minus Twelve : Luiza
- 2007 : Muertas de Ryan Piers Williams : Rebecca (également productrice exécutive)
- 2010 : The Mis-Informant - with Jack Black as Nathan Spewman : Teacher

#### Longs métrages
- 2002 : Ana de Patricia Cardoso : Ana Garcia
- 2005 : How the Garcia Girls Spent Their Summer (en) de Georgina Riedel : Blanca
- 2005 : Quatre filles et un jean de Ken Kwapis : Carmen Lowell
- 2005 : Les Seigneurs de Dogtown de Catherine Hardwicke : Thunder Monkey
- 2005 : 3:52 de Shawna Baca : Kate
- 2006 : Steel City de Brian Jun (en) : Amy Barnes
- 2007 : Towards Darkness de Antonio Negret : Luiza (également productrice exécutive)
- 2007 : Under the Same Moon de Patricia Riggen : Martha
- 2008 : Quatre filles et un jean 2 de Sanaa Hamri : Carmen Lowell
- 2010 : The Dry Land (en) de Ryan Piers Williams : Sarah (également productrice exécutive)
- 2010 : La Guerre des pères de Rick Famuyiwa : Lucia Ramirez
- 2012 : It's a Disaster (en) de Todd Berger : Hedy
- 2012 : End of Watch de David Ayer : Officier Orozco
- 2014 : Cesar Chavez: An American Hero de Diego Luna : Helen Chavez
- 2014 : Le Monde de Nathan de Morgan Matthews : Silvia (également productrice)
- 2016 : Special Correspondents de Ricky Gervais : Brigida
- 2023 : Barbie de Greta Gerwig : Gloria
- 2023 : Dumb Money de Craig Gillespie : Jenny
- 2025 : The Lost Bus de Paul Greengrass : Mary Ludwig

### Télévision

#### Séries télévisées
- 2002 : Les Anges du bonheur : Charlee (saison 9, épisode 4)
- 2004 : Les Experts : April Perez (saison 5, épisode 3)
- 2006 - 2010 : Ugly Betty : Betty Suarez (rôle principal, 85 épisodes)
- 2011 - 2013 : The Good Wife : Natalie Flores (4 épisodes)
- 2012 : Christine : Christine (rôle principal, 12 épisodes)
- 2015 : What's Your Emergency : Brenda Fitzgerald (saison 1, épisodes 1 & 6)
- 2015 : Last Week Tonight with John Oliver : Maternity (saison 2, épisode 13)
- 2015 : Inside Amy Schumer : Mena (saison 3, épisode 6)
- 2015 - 2020 : Superstore : Amy Dubanowski (rôle principal, 98 épisodes - également productrice de 81 épisodes et réalisatrice de 4 épisodes[21])
- 2017 : Gente-fied (pilote - également productrice exécutive)
- 2017 : Larry et son nombril : la femme de Lin (1 épisode)
- 2020 : Gentefied : Andy Cruz (saison 1, épisode 5)
- 2022 : WeCrashed : Elishia Kennedy

#### Téléfilms
- 2002 : Cadence de Ramón Menéndez : Yolanda
- 2004 : Plainsong de Richard Pearce : Victoria Roubideaux
- 2004 : $5.15/Hr. de Richard Linklater : rôle inconnu
- 2016 : NBC Fall Primetime Preview : Amy

### En tant que productrice
- 2007 : Muertas de Ryan Piers Williams (court métrage)
- 2007 : Hacia la oscuridad de Antonio Negret (long métrage)
- 2010 : The Dry Land de Ryan Piers Williams (long métrage)
- 2014 : X/Y de Ryan Piers WIlliams (long métrage)
- 2017 : Gente-fied: The Digital Series (pilote)
- 2019 : Superstore: An Evening in Cloud 9 de Keith Hobelman (émission de télévision)
- 2020 : Gentefied (série télévisée - également réalisatrice de 2 épisodes)

## Doublage

### Films d'animation
- 2008 : La Fée Clochette de Bradley Raymond : Noa (voix originale)
- 2010 : Legend of the Boneknapper Dragon (court métrage) : Astrid (voix originale)
- 2010 : Dragons de Dean DeBlois et Chris Sanders : Astrid (voix originale)
- 2011 : Dragons: Gift of the Night Fury (court métrage) : Astrid (voix originale)
- 2011 : Book of Dragons (court métrage) : Astrid (voix originale)
- 2014 : Dragons: Dawn of the Dragon Racers (court métrage) : Astrid (voix originale)
- 2014 : Dragons 2 de Dean DeBlois : Astrid (voix originale)
- 2019 : Dragons 3 de Dean DeBlois : Astrid (voix originale)

### Télévision
- 2012 - 2014 : Dragons : Cavaliers de Beurk : Astrid (animation, voix originale, 40 épisodes)
- 2015 - 2018 : Dragons : Par-delà les rives : Astrid (animation, voix originale, 77 épisodes)
- 2024 : What If : Ranger Morales

## Distinctions
Note : Cette section récapitule les principales récompenses et nominations obtenues par America Ferrera. Pour une liste plus complète, se référer au site IMDb.

### Récompenses

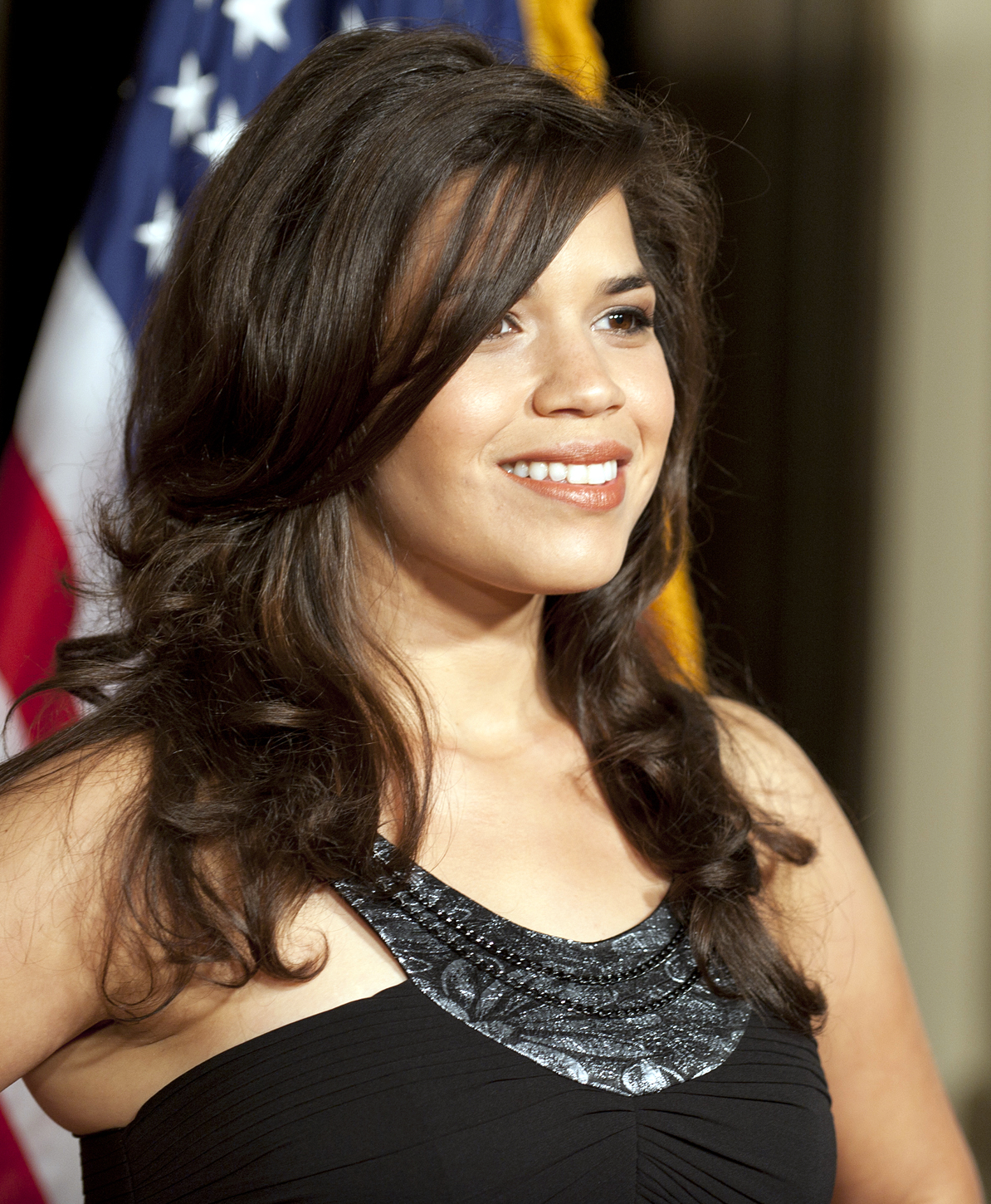
America Ferrera aux 2010 Voice Awards.

- Festival du film de Sundance 2003 : Meilleure actrice pour ANA

- Imagen Awards 2006 : Meilleure actrice pour Quatre filles et un jean
- 2007 : ALMA Awards de la meilleure actrice dans une série télévisée comique pour Ugly Betty (2006-2010) pour le rôle de Betty Suarez.
- Emmy Awards 2007 : Meilleure actrice dans une série télévisée comique pour Ugly Betty (2006-2010) pour le rôle de Betty Suarez.
- Golden Globe Awards 2007 : Meilleure actrice dans une série télévisée comique pour Ugly Betty (2006-2010) pour le rôle de Betty Suarez.
- Gold Derby Awards 2007 : 
  - Meilleure actrice dans une série télévisée comique pour Ugly Betty (2006-2010) pour le rôle de Betty Suarez.
  - Performance de l'année dans une série télévisée comique pour Ugly Betty (2006-2010) pour le rôle de Betty Suarez.
- Imagen Awards 2007 : 
  - Meilleure actrice de télévision pour Ugly Betty (2006-2010) pour le rôle de Betty Suarez.
  - Creative Achievement Award
- 2007 : Online Film & Television Association de la meilleure actrice dans une série télévisée comique pour Ugly Betty (2006-2010) pour le rôle de Betty Suarez.
- Satellite Awards 2007 : Meilleure actrice dans une série télévisée comique pour Ugly Betty (2006-2010) pour le rôle de Betty Suarez.
- Screen Actors Guild Awards 2007 : Meilleure actrice dans une série télévisée comique pour Ugly Betty (2006-2010) pour le rôle de Betty Suarez.
- 2007 : Teen Choice Awards de la meilleure actrice dans une série télévisée comique pour Ugly Betty (2006-2010) pour le rôle de Betty Suarez.
- 2008 : NAACP Image Awards de la meilleure actrice dans une série télévisée comique pour Ugly Betty (2006-2010) pour le rôle de Betty Suarez.
- 2009 : Imagen Awards de la meilleure actrice de télévision dans une série télévisée comique pour Ugly Betty (2006-2010) pour le rôle de Betty Suarez.
- New York Women in Film & Television 2009 : Lauréate du Prix Muse.
- 2010 : Imagen Awards de la meilleure actrice de télévision dans une série télévisée comique pour Ugly Betty (2006-2010) pour le rôle de Betty Suarez.
- 2010 : Alliance of Women Film Journalists de la meilleure animation féminine pour Dragons (2010).
- 2014 : ALMA Awards de la meilleure distribution pour Cesar Chavez: An American Hero
- 2014 : Imagen Awards de la meilleure actrice pour Cesar Chavez: An American Hero
- 2017 : Gracie Allen de la meilleure actrice dans une série télévisée comique pour Superstore
- NAB Show Television 2017 : Lauréate du Prix Chairman's.
- Latino Entertainment Journalists Association Awards 2019 : Lauréate du Prix pour son activisme pour la communauté Latine.

### Nominations
- Film Independent's Spirit Awards 2003 : Meilleur espoir pour ANA
- Young Artist Awards 2003 : Meilleure performance par une jeune actrice pour ANA
- Teen Choice Awards 2005 :
  - Performance féminine préférée pour Quatre filles et un jean
  - Film préféré pour Quatre filles et un jean
- Satellite Awards 2005 : Meilleure actrice dans un second rôle pour Quatre filles et un jean
- ALMA Awards 2006 : Meilleure actrice pour Quatre filles et un jean
- Satellite Awards 2006 : Meilleure actrice dans une série télévisée comique pour Ugly Betty
- Gold Derby Awards 2007 : Meilleure distribution dans une série télévisée comique pour Ugly Betty (2006-2010) pour le rôle de Betty Suarez.
- NAACP Image Awards 2007 : Meilleure actrice dans une série télévisée comique pour Ugly Betty (2006-2010) pour le rôle de Betty Suarez.
- Screen Actors Guild Awards 2007 : Meilleure distribution dans une série télévisée comique pour Ugly Betty (2006-2010) pour le rôle de Betty Suarez.
- Teen Choice Awards 2007 : Actrice préférée dans une série télévisée comique pour Ugly Betty (2006-2010) pour le rôle de Betty Suarez.
- Emmy Awards 2008 : Meilleure actrice dans une série télévisée comique pour Ugly Betty (2006-2010) pour le rôle de Betty Suarez.
- Imagen Awards 2008 : Meilleure actrice dans une série télévisée comique pour Ugly Betty (2006-2010) pour le rôle de Betty Suarez.
- Golden Globe Awards 2008 : Meilleure actrice dans une série télévisée comique pour Ugly Betty (2006-2010) pour le rôle de Betty Suarez.
- Satellite Awards 2008 : Meilleure actrice dans une série télévisée comique pour Ugly Betty (2006-2010) pour le rôle de Betty Suarez.
- Screen Actors Guild Awards 2008 :
  - Meilleure actrice dans une série télévisée comique pour Ugly Betty (2006-2010) pour le rôle de Betty Suarez.
  - Meilleure distribution dans une série télévisée comique pour Ugly Betty (2006-2010) pour le rôle de Betty Suarez.
- Teen Choice Awards 2008 : Actrice préférée dans une série télévisée comique pour Ugly Betty (2006-2010) pour le rôle de Betty Suarez.
- ALMA Awards 2009 : Meilleure actrice dans une série télévisée comique pour Ugly Betty (2006-2010) pour le rôle de Betty Suarez.
- Kids' Choice Awards 2009 : Actrice préférée de série télévisée dans une série télévisée comique pour Ugly Betty (2006-2010) pour le rôle de Betty Suarez.
- Golden Globe Awards 2009 : Meilleure actrice dans une série télévisée comique pour Ugly Betty (2006-2010) pour le rôle de Betty Suarez.
- NAACP Image Awards 2009 : Meilleure actrice dans une série télévisée comique pour Ugly Betty (2006-2010) pour le rôle de Betty Suarez.
- Screen Actors Guild Awards 2009 : Meilleure actrice dans une série télévisée comique pour Ugly Betty (2006-2010) pour le rôle de Betty Suarez.
- Teen Choice Awards 2009 : Actrice préférée dans une série télévisée comique pour Ugly Betty (2006-2010) pour le rôle de Betty Suarez.
- NAACP Image Awards 2010 : Meilleure actrice dans une série télévisée comique pour Ugly Betty (2006-2010) pour le rôle de Betty Suarez.
- Imagen Awards 2010 :
  - Meilleure actrice pour La guerre des pères
  - Meilleure actrice pour The Dry Land
- Imagen Awards 2016 : Meilleure actrice de télévision pour Superstore
- Festival de Monte-Carlo 2017 : Meilleure actrice dans une série télévisée comique pour Superstore
- Imagen Awards 2018 : Meilleure actrice de télévision pour Superstore
- 20e cérémonie des Teen Choice Awards 2018 : Meilleure actrice dans une série télévisée comique pour Superstore
- Imagen Awards 2019 : Meilleure actrice de télévision pour Superstore
- People's Choice Awards 2019 : meilleure doublage dans un film d'animation pour Dragons 3
- 2023 : Greater Western New York Film Critics Association Awards de la meilleure actrice dans un second rôle pour Barbie (2023).
- 2023 : North Texas Film Critics Association Awards de la meilleure actrice dans un second rôle pour Barbie (2023).
- 2023 : Online Association of Female Film Critics de la meilleure actrice dans un second rôle pour Barbie (2023).
- 2024 : Alliance of Women Film Journalists Awards de la meilleure actrice dans un second rôle pour Barbie (2023).
- 2024 : Chicago Indie Critics Awards de la meilleure actrice dans un second rôle pour Barbie (2023).
- 2024 : Critics Choice Awards de la meilleure actrice dans un second rôle pour Barbie (2023).
- 2024 : Golden Schmoes Awards de la meilleure actrice de l'année dans un second rôle pour Barbie (2023).
- 2024 : Gold Derby Awards de la meilleure distribution pour Barbie (2023) partagée avec Ritu Arya, Kingsley Ben-Adir, Michael Cera, Nicola Coughlan, Ana Cruz Kayne, Scott Evans, Will Ferrell, Ncuti Gatwa, Ryan Gosling, Ariana Greenblatt, Simu Liu, Kate McKinnon, Emma Mackey, Helen Mirren, Hari Nef, Rhea Perlman, Issa Rae, Margot Robbie, Sharon Rooney, Alexandra Shipp et Connor Swindells.
- 2024 : Imagen Foundation Awards de la meilleure actrice dans un second rôle pour Barbie (2023).
- 2024 : Kids' Choice Awards de l'actrice de film préférée pour Barbie (2023).
- 2024 : Latino Entertainment Journalists Association Film Awards de la meilleure actrice de l'année dans un second rôle pour Barbie (2023).
- 2024 : North Carolina Film Critics Association Awards de la meilleure actrice de l'année dans un second rôle pour Barbie (2023).
- 2024 : Online Film & Television Association Awards de la meilleure actrice dans un second rôle pour Barbie (2023).
- 96e cérémonie des Oscars 2024 : meilleure actrice dans un second rôle pour Barbie (2023).
- 2024 : People's Choice Awards de la meilleure performance de l'année pour Barbie (2023).
- 2024 : Portland Critics Association Awards de la meilleure actrice dans un second rôle pour Barbie (2023)...
- 28e cérémonie des Satellite Awards 2024 : Meilleure actrice dans un second rôle pour Barbie (2023).
- 30e cérémonie des Screen Actors Guild Awards 2024 : Meilleure distribution pour Barbie (2023) partagée avec Michael Cera, Will Ferrell, Ryan Gosling, Ariana Greenblatt, Kate McKinnon, Helen Mirren, Rhea Perlman, Issa Rae et Margot Robbie.
- 2024 : Utah Film Critics Association Awards de la meilleure actrice dans un second rôle pour Barbie (2023).